# Zamach na Aleksandra II
Zamach na Aleksandra II – zamach bombowy na cara Aleksandra II dokonany przez anarchistyczno-rewolucyjną grupę terrorystyczną Narodnaja Wola w dniu 1 marca?/13 marca 1881 w Petersburgu.
W miejscu zamachu w 1907 roku otwarto Sobór Zmartwychwstania Pańskiego, znany również pod nazwą Cerkwi na Krwi.

## Sytuacja przed zamachem

### Próba zaniesienia ideałów socjalistycznych na wieś
Wydana w 1861 roku reforma uwłaszczeniowa Aleksandra II wywołała w Rosji ruchy narodnickie. W latach 60. XIX wieku powstały grupy narodnickie, których celem było przekształcenie Rosji w republikę socjalistyczną. Wielu działaczy narodnickich, którzy prowadzili akcje rewolucyjne, konspiracyjne lub inne czekało aresztowanie, katorga lub więzienie w Szlisselburgu. Jednakże pomimo represji ze strony władz, młodzież narodnicka wierzyła, że uda się przeprowadzić przewrót na wsi nakłaniając tamtejszych chłopów do głoszenia idei rewolucyjnych, dlatego rewolucjoniści zaczęli właśnie tam prowadzić propagandę. Istniało wiele takich grup i filii, które postanowiły przenieść socjalistyczne ideały na wieś. Punkt kulminacyjny całej akcji przypadł na lato 1874 roku, kiedy to liczne grupy młodych kobiet i mężczyzn ruszyły do ośrodków wiejskich na Powołżu i Ukrainie. Wszystko zakończyło się fiaskiem; niepiśmienni, mało świadomi i nieufni chłopi głusi byli na słowa wypowiadane z pasją, lecz zwykle niezrozumiałe i tające w sobie niebezpieczeństwo. Trudno było to wszystko ukryć przed rządem – nastąpiła fala aresztowań, na wielką skalę. Wyroki zapadły akurat dość łagodne, ale wszystkie organizacje trzeba było rozwiązać .

### Terror indywidualny
Ani represje, ani niepowodzenie „wędrówki w lud” nie wstrzymały narodników od działania. W nowej sytuacji spontaniczny entuzjazm musiał jednak ustąpić zamiarom bardziej ostrożnym i obliczonym na dłuższe działanie. W 1876 roku powstała nowa organizacja narodnicka – Ziemla i Wola. Skupiono się na codziennych potrzebach i troskach pospolitego chłopa, nie zaś na abstrakcyjnych ideałach. Zaczęto się znowu stopniowo osiedlać na wsi, ale te wydarzenia spotkały się tym razem z o wiele mniejszym zapałem ze strony narodników. Nie można było też zbytnio szerzyć działalności propagandowo-agitacyjnej. W tych warunków zaczęła się szerzyć nowa koncepcja – prowadzenia walki z bronią, terroru indywidualnego. 5 lutego roku doszło do bezprecedensowego wydarzenia, kiedy to Wiera Zasulicz dokonała zamachu rewolwerowego na naczelnika miasta Petersburga Fiodora Triepowa. Wiera nie zrobiła tego będąc zwolenniczką terroryzmu, ani nie powiadomiła żadnej organizacji, działała sama. Chciała wyłącznie ukarać brutalnego i znienawidzonego naczelnika. Trepow w wyniku zamachu odniósł zaledwie niewielką ranę, dlatego też sąd ułaskawił Zasulicz.
To wydarzenie wywołało ogromną konsternację w kołach rządowych, a radość w kraju i za granicą. Czyn Wiery wywarł tak wielkie wrażenie, iż zwolennicy metod terrorystycznych zaczęli działać śmielej. Wkrótce, ofiarami zamachów stali się donosiciele i prowokatorzy, a także wyżej postawione osobistości z aparatu żandarmerii i prokuratury. Policja również nie próżnowała, zaczęto i wydawać wyroki śmierci zamachowcom. Podczas walki między rządem, a zamachowcami musiała się pojawić idea carobójstwa. Co prawda, już przed trzynastu laty na ten pomysł wpadł Dmitrij Karakozow, który dokonał nieudanego zamachu na cara  .
Dyskusje na temat zamachu na cesarza w organizacjach narodnickich długo nie dochodziły do żadnych poważnych rezultatów. Na początku 1879 roku przybył do Petersburga Aleksandr Sołowiow (prowincjonalny nauczyciel), która po nawiązaniu kontaktu z Ziemią i Wolą, oddał w kierunku cesarza kilka kul z rewolweru. Aleksander II przeżył zamach, a Sołowiowa stracono. Po zamachu system represyjny jeszcze bardziej wzmożono, znacznie go poszerzając. Te wypadki wpłynęły na rozłam Ziemi i Woli, czego przyczyną była niezgoda w poglądach politycznych – część opowiadała się za kontynuowaniem pracy wśród ludu, a inni za dalszą działalnością terrorystyczną .

### Powstanie Narodnej Woli
Ostatecznie Ziemia i Wola rozpadła się na „Czarny Podział” oraz na organizację „Narodnaja Wola” (Wola Ludu). Pierwsza organizacja rozpadła się dość szybko, większość członków przeniosła się do organizacji marksistowskich. Druga, stosunkowo liczna, prężna, przystąpiła do zdecydowanej działalności terrorystycznej. Narodowolcy uważali, że jedyną drogą do sukcesu jest taktykę spiskową oraz terror indywidualny.
Od jesieni 1879 roku stale polowano na cara Aleksandra II. Próby nie ustawały pomimo uporczywych strat osobistych (działaczy wysyłano na katorgę lub aresztowano i przetrzymywano w twierdzy szlisselburskiej; większość z tych ludzi dożyło lat 40. XX wieku), a każdy nieudany atak motywował zamachowców do dalszego działania, wtedy to zamach na imperatora stał się fanatyzmem. Po nieudanym wysadzenia w powietrze pociągu carskiego, Narodowolcy przystąpili do realizacji wręcz fantastycznego planu – wysadzenia części Pałacu Zimowego. Tego zadania podjął się Stiepan Chałturin. Przez dłuższy czas przynosił dynamit do pałacu cesarskiego, aby 17 lutego 1880 r. go wysadzić; zginęło wiele osób. Jednakże Aleksander uniknął zamachu, bo wyjątkowo spóźnił się na obiad. Wywołało to powszechny zamęt w kołach dworskich, bo nigdy wcześniej nie posunięto się aż tak daleko .

### Rząd Łoris-Mielikowa
Przekonano się, że samymi represjami nie da się opanować sytuacji. Nie zrezygnowano z polityki represji, ale car przychylił się do wprowadzenia liberalizujących reform. Imperatorowi chodziło o zyskanie sobie przychylności nierewolucyjnego społeczeństwa. Do zajęcia się reformami powołano generała Michaiła Łoris-Mielikowa, który bardzo ochoczo zabrał się za powierzone zadanie. Nadane mu pełnomocnictwa były niezwykle szerokie, dlatego okres do marca 1881 nazwano okresem „dyktatury serca”. Odeszli najbardziej reakcyjni ministrowie, złagodzono cenzurę, poprawiono warunki w więziennictwie, zlikwidowano znienawidzony III Oddział (tajna policja), a Łoris-Mielikow objął stanowisko ministra spraw wewnętrznych. Generał zdawał sobie sprawę, że w ten sposób można lawirować bez końca, a reformy wprowadzane mają nieduże znaczenie, dlatego posunął się o krok dalej. Miał zamiar wprowadzić projekt, który potem nazwano „Konstytucją Łorisa-Mielikowa”. Konstytucja nie miała charakteru radykalnego, lecz można ją było wykorzystać w celu pokazania społeczeństwu zamierzeń rządu. Z różnych przyczyn Aleksandrowi zależało na zamanifestowaniu takiego projektu .
Rok 1880 był okresem wytężonej pracy, od połowy tego roku zaczęto stopniowo zwiększać zasięg partii w Petersburgu i na prowincji. Od 1879 r. zaczęto prowadzić periodyk „Narodnaja Wola”, przez co prowadzono pracę propagandową wśród robotników i w kołach wojskowych. Z drugiej strony, na Wolę Ludu spadały coraz większe ciosy; aresztowano wielu ważniejszych członków partii, notabene w czasie bardzo zaawansowanych przygotowań do kolejnego zamachu na głowę państwa. W wynajętym lokalu w Petersburgu otwarto sklep z serem, a w międzyczasie zaczęto robić podkopy, gdzie w odpowiednim czasie miano wysadzić minę. Plany pokrzyżowała carska policja, która w porę odkryła plany ataku. Wyznaczono kolejnych czterech zamachowców, którzy mieli dokonać następnego zamachu, który jak potem się okazało, udał się .

## Przebieg zamachu

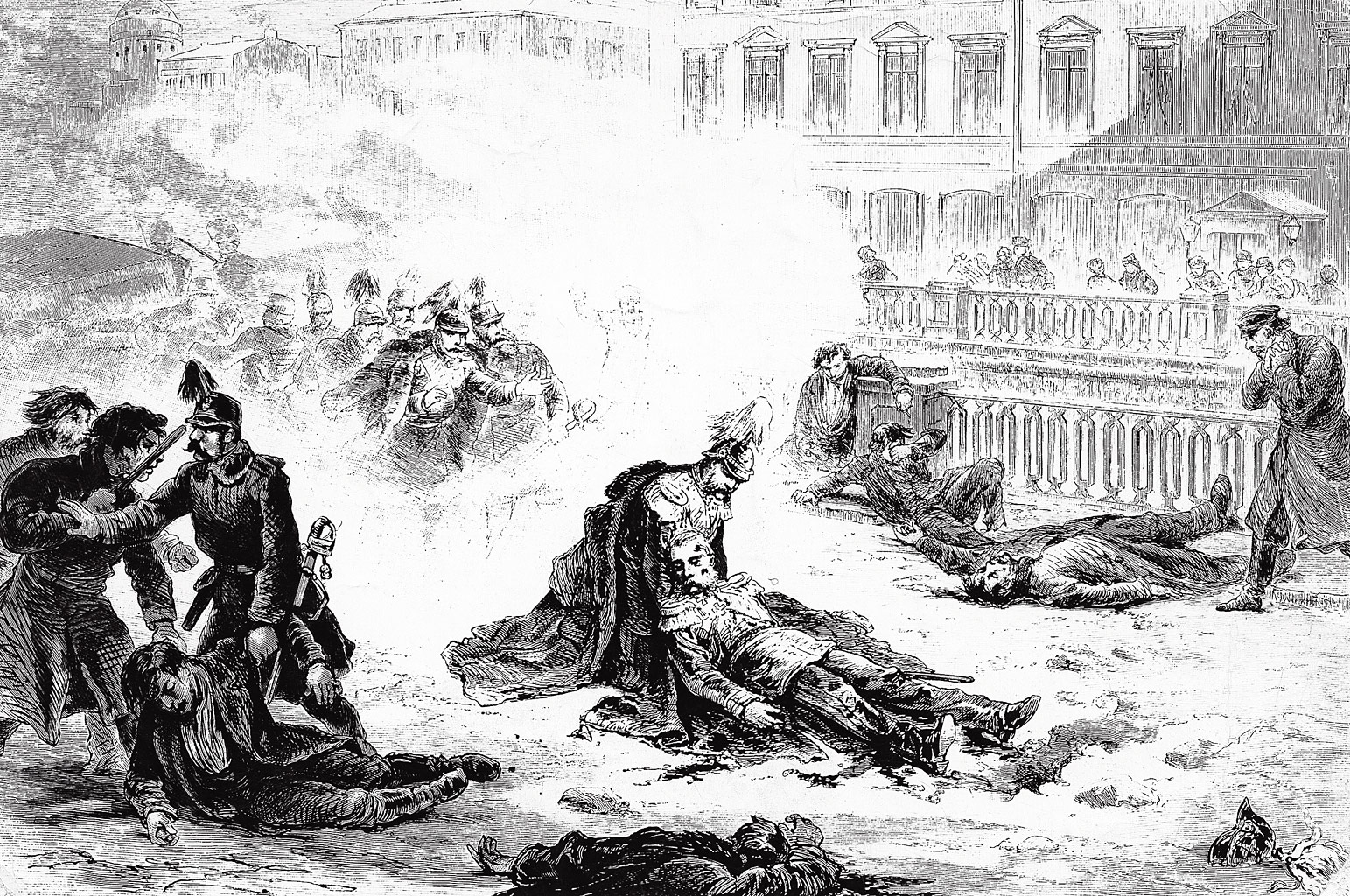
Śmiertelnie ranny Aleksander II

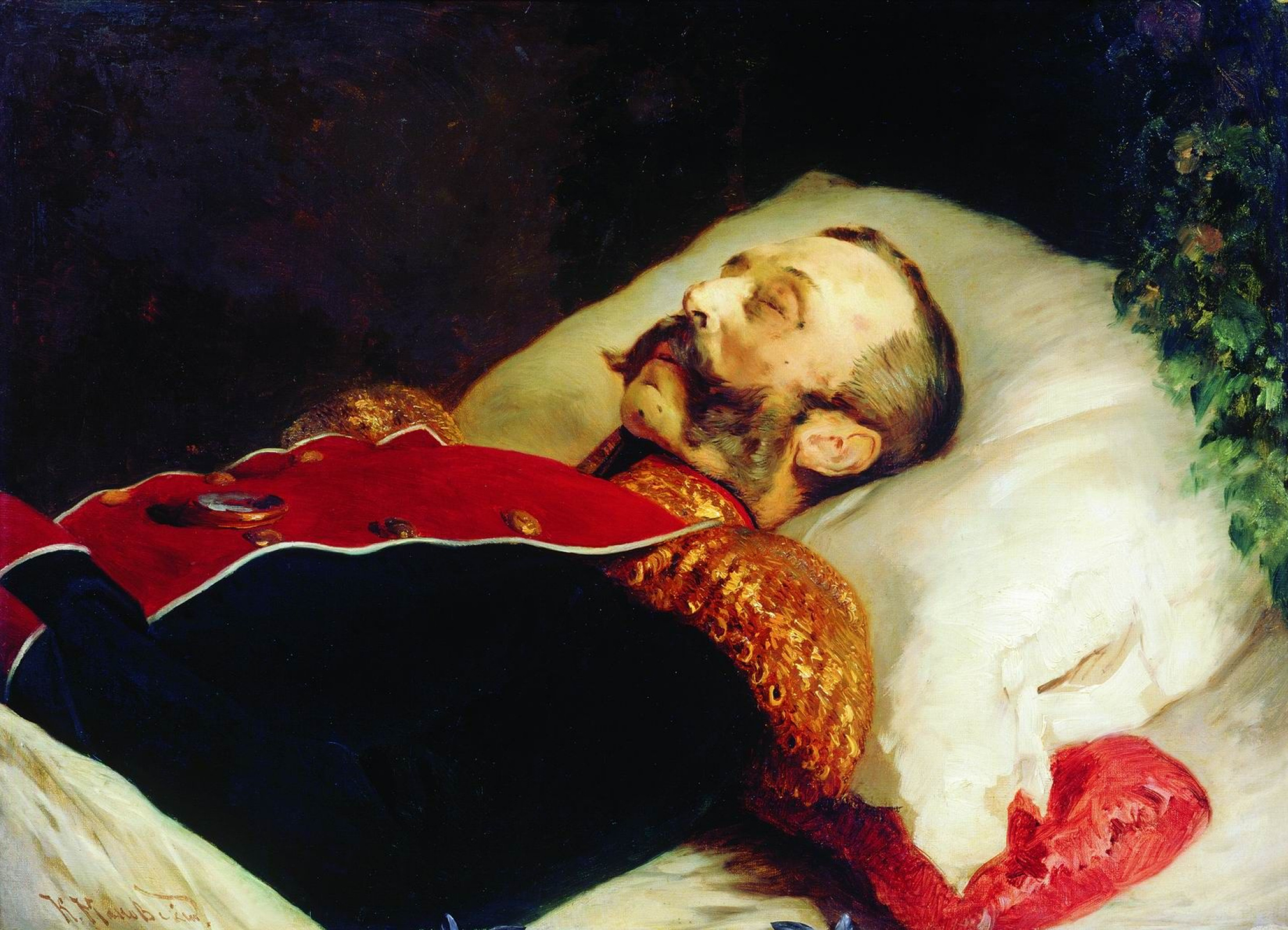
Aleksander II na łożu śmierci

13 marca Aleksander przyjął projekt konstytucji (projekt Łoris-Mielikowa), który później miał być zatwierdzony przez Radę Ministrów. Aleksander podpisując projekt złożył oświadczenie: 

Mam nadzieję, że on wywrze dobre wrażenie i będzie dla Rosji nowym świadectwem tego, iż pragnę dać jej, co tylko można.

 Świadek tego zdarzenia pisał o nieskrywanej radości cesarza: 

Już bardzo dawno nie widziałem gosudaria w takim dobrym nastroju, a także o tak doskonałym, zdrowym wyglądzie.

Po śniadaniu cesarz udał się na odprawę wojskową, a później do Zamku Michajłowskiego. W drodze powrotnej do Pałacu Zimowego czekała na niego zastawiona pułapka. Przejeżdżając wzdłuż Kanału Jekateryńskiego (dziś Kanał Gribojedowa) Nikołaj Rysakow wrzucił bombę do karety władcy. Bomba raniła kilka osób, ale Aleksander ocalał. Zamachowca natychmiast schwytano. Cesarz ruszył w stronę Mostu Teatralnego, kiedy rozległ się drugi wybuch. Tym razem był to polski (zruszczony) anarchista Ignacy Hryniewiecki. Bomba oderwała carowi jedną nogę, a drugą zmiażdżyła. Wybuch zabił dwóch członków carskiej ochrony, a kilkadziesiąt osób było rannych. Na miejscu zamachu leżały kawałki szczątków ludzkich, zakrwawionej odzieży, szable, kawałki naramienników, lamp ulicznych. Na bruku leżał również śmiertelnie ranny Hryniewiecki. Przez długi czas nie wiedziano, kim był terrorysta. Kadeci Akademii Wojenno-Morskiej złożyli Aleksandra na nosze i zawieziono go do pałacu. W pałacu położono cesarza w jego gabinecie, gdzie zebrała się rodzina umierającego. Próbowano tamować wylew krwi, ale bezskutecznie, było już za późno. Aleksander II zmarł o godzinie 15:35. 

## Pogrzeb

Sobór Zmartwychwstania Pańskiego

Cesarza ubrano w mundur pułku Preobrażenskiego, ale bez insygniów i medali, jak prostego żołnierza. Księżna Jekaterina Jurjewska włożyła do trumny kępkę swoich włosów. Pochowano go w Soborze Pietropawłowskim.

## Po zamachu
Zaraz po zamachu dało się słyszeć wszędzie zarzuty pod adresem Michaiła Łoris-Mielikowa oraz wszechobecne niezadowolenie w sprawie jego dyktatury oraz projektu konstytucji. Następca tronu, Aleksander III Romanow, odbył z nim rozmowę, podczas której minister poinformował nowego cesarza o stanie przygotowań do reorganizacji struktur państwa i o przygotowanym przez poprzednika manifeście. Nowy car zapewnił, że będzie kontynuować wolę ojca, jednakże odłożył publikację manifestu. Zdaniem Andrzeja Andrusiewicza, w nocy zebrało się konserwatywne towarzystwo wokół nowego cara i błagało go, aby nie wprowadzał reformy i zaostrzył dyscyplinę społeczną .
Trzeba zaznaczyć, że carobójstwo było dziełem grupki fanatyków, szkodliwych marzycieli, pozbawionych większego poparcia społecznego. Z drugiej strony dokonał się przełom długotrwałej historii carobójstw. Zabójca pochodził z zewnątrz, spoza układu rządzącego i nie był motywowany walką o tron, ani zastąpienia władcy innym. Ignacy Hryniewiecki idąc zabić cesarza mówił, że „wspaniałe drzewo wolności domaga się ofiar”. Rosja podziemna natychmiast uznała zamachowca za bohatera, przypisując jego czynowi dziejowe znaczenie. Grupa narodowolska zawierała osoby niemalże ze wszystkich warstw społecznych, co przyczyniło się do uznania carobójstwa, przez pochlebców za sprawiedliwy wyrok dla całej Rosji. Narodowolcy głęboko wierzyli, że zamach wstrząśnie umysłami w całej Rosji i wywoła szeroko zakrojone ruchy społeczne i spowoduje przewrót. Rosja ani drgnęła. Mało tego, większość społeczeństwa rosyjskiego potępiła zamach, jako akt gwałtu na rzeczy dla Rosji najświętszej.

### Procesy sprawców

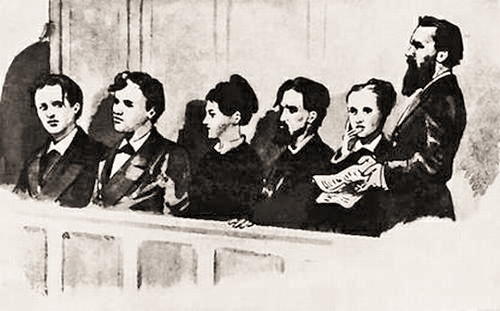
Sądzeni sprawcy (zdjęcia policji)

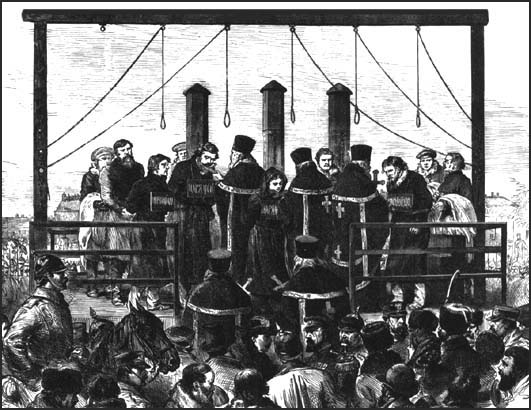
Egzekucja

Ignacy Hryniewiecki, zamachowiec, który rzucił bombę, która uśmierciła cara, został bardzo poważnie ranny w wyniku eksplozji i niedługo umarł. Natomiast śledztwo dało rezultaty, aż nadto szybkie, bo młody Rysakow zdradził wszystkie znane mu nazwiska osób powiązanych z zamachem i organizacją Narodnaja Wola, myśląc że w ten sposób uratuje sobie życie. Niebawem aresztowano takie osoby jak: Sofja Pierowska, Nikołaj Kibalczicz, Andriej Żelabow, Timofiej Michajłow, Hesia Helfman. Wszyscy oni, wraz z Rysakowem zostali skazani na powieszenie. Wyroki wykonano z wyjątkiem Hesii Helfman, z uwagi na jej ciążę, jednak wkrótce zmarła w więzieniu.